# Saison 2007-2008 de la LHJMQ
Saison précédente Saison suivante
La saison 2007-2008 est la 39e saison de hockey sur glace de la Ligue de hockey junior majeur du Québec. La saison régulière voit dix-huit équipes jouer 70 matchs chacune. Les Olympiques de Gatineau remportent la Coupe du président en battant en finale les Huskies de Rouyn-Noranda.

## Saison régulière

### Classement
| Clt | Équipe                            | PJ | V  | D  | DP | DF | BP  | BC  | Pts |
| --- | --------------------------------- | -- | -- | -- | -- | -- | --- | --- | --- |
| 1   | Mooseheads d'Halifax              | 70 | 42 | 23 | 0  | 5  | 278 | 241 | 89  |
| 2   | Sea Dogs de Saint-Jean            | 70 | 41 | 22 | 4  | 3  | 265 | 238 | 89  |
| 3   | Titan d'Acadie-Bathurst           | 70 | 41 | 25 | 2  | 2  | 289 | 241 | 86  |
| 4   | Screaming Eagles du Cap-Breton    | 70 | 40 | 24 | 3  | 3  | 242 | 230 | 86  |
| 5   | Maineiacs de Lewiston             | 70 | 37 | 26 | 5  | 2  | 222 | 212 | 81  |
| 6   | Fog Devils de Saint-Jean          | 70 | 32 | 30 | 1  | 7  | 217 | 225 | 72  |
| 7   | Rocket de l'Île-du-Prince-Édouard | 70 | 30 | 36 | 2  | 2  | 243 | 287 | 64  |
| 8   | Wildcats de Moncton               | 70 | 21 | 34 | 5  | 10 | 191 | 242 | 57  |

| Clt | Équipe                      | PJ | V  | D  | DP | DF | BP  | BC  | Pts |
| --- | --------------------------- | -- | -- | -- | -- | -- | --- | --- | --- |
| 1   | Huskies de Rouyn-Noranda    | 70 | 47 | 20 | 2  | 1  | 294 | 238 | 97  |
| 2   | Drakkar de Baie-Comeau      | 70 | 45 | 19 | 2  | 4  | 249 | 210 | 96  |
| 3   | Olympiques de Gatineau      | 70 | 43 | 19 | 6  | 2  | 272 | 209 | 94  |
| 4   | Saguenéens de Chicoutimi    | 70 | 37 | 25 | 2  | 6  | 235 | 203 | 82  |
| 5   | Remparts de Québec          | 70 | 38 | 28 | 1  | 3  | 256 | 225 | 80  |
| 6   | Cataractes de Shawinigan    | 70 | 33 | 33 | 0  | 4  | 226 | 241 | 70  |
| 7   | Océanic de Rimouski         | 70 | 33 | 36 | 1  | 0  | 227 | 235 | 67  |
| 8   | Foreurs de Val-d'Or         | 70 | 27 | 34 | 3  | 6  | 203 | 264 | 63  |
| 9   | Tigres de Victoriaville     | 70 | 29 | 37 | 2  | 2  | 224 | 276 | 62  |
| 10  | Voltigeurs de Drummondville | 70 | 14 | 51 | 2  | 3  | 177 | 293 | 33  |

- En gras et en italique : champion de la saison régulière
- En gras : champion de division
- En italique : qualifié pour les séries éliminatoires

### Meilleurs pointeurs
| Clt | Joueur                 | Équipe                | PJ | B  | A  | Pts | Pun |
| --- | ---------------------- | --------------------- | -- | -- | -- | --- | --- |
| 1   | Mathieu Perreault      | Acadie-Bathurst       | 65 | 34 | 80 | 114 | 61  |
| 2   | Claude Giroux          | Gatineau              | 55 | 38 | 68 | 106 | 37  |
| 3   | Francis Paré           | Chicoutimi            | 69 | 54 | 48 | 102 | 54  |
| 4   | Jakub Voráček          | Halifax               | 53 | 33 | 68 | 101 | 42  |
| 5   | Dean Ouellet           | Cap-Breton            | 70 | 43 | 54 | 97  | 57  |
| 6   | Christopher DiDomenico | Saint-Jean            | 70 | 39 | 56 | 95  | 103 |
| 7   | Matthew Pistilli       | Gatineau              | 63 | 37 | 56 | 93  | 51  |
| 8   | François Bouchard      | Baie-Comeau           | 68 | 36 | 56 | 92  | 70  |
| 9   | Brett Morrison         | Rouyn-Noranda         | 65 | 39 | 52 | 91  | 60  |
| 10  | Geoff Walker           | Île-du-Prince-Édouard | 69 | 38 | 52 | 90  | 52  |

## Séries éliminatoires
Les seize meilleures équipes de la saison régulière participent aux séries. Lors des huitièmes et des quarts de finale, la meilleure équipe de chaque division rencontre la moins bien classée de la saison régulière dans sa division. Cependant, la division Telus comptant 9 équipes parmi les seize qualifiées, la neuvième est positionnée dans la partie de tableau de la division Est où elle affronte la première équipe. En demi-finale, la meilleure équipe rencontre à nouveau la moins bien classée de la saison régulière, sans distinction de division.
|  | Huitièmes de finale | Huitièmes de finale               | Huitièmes de finale | Huitièmes de finale            |    |                          | Quarts de finale | Quarts de finale | Quarts de finale | Quarts de finale |  |  | Demi-finales      | Demi-finales      | Demi-finales      | Demi-finales      |  |  | Finale        | Finale        | Finale        | Finale        |
|  |                     |                                   |                     |                                |    |                          |                  |                  |                  |                  |  |  |                   |                   |                   |                   |  |  |               |               |               |               |
|  | du 21 au 31 mars    | du 21 au 31 mars                  | du 21 au 31 mars    | du 21 au 31 mars               |    |                          | du 4 au 11 avril | du 4 au 11 avril | du 4 au 11 avril | du 4 au 11 avril |  |  | du 19 au 24 avril | du 19 au 24 avril | du 19 au 24 avril | du 19 au 24 avril |  |  | du 2 au 9 mai | du 2 au 9 mai | du 2 au 9 mai | du 2 au 9 mai |
|  | E1                  | Mooseheads d'Halifax              | 4                   | 4                              |    |                          | du 4 au 11 avril | du 4 au 11 avril | du 4 au 11 avril | du 4 au 11 avril |  |  | du 19 au 24 avril | du 19 au 24 avril | du 19 au 24 avril | du 19 au 24 avril |  |  | du 2 au 9 mai | du 2 au 9 mai | du 2 au 9 mai | du 2 au 9 mai |
|  | E1                  | Mooseheads d'Halifax              | 4                   | 4                              |    |                          | du 4 au 11 avril | du 4 au 11 avril | du 4 au 11 avril | du 4 au 11 avril |  |  | du 19 au 24 avril | du 19 au 24 avril | du 19 au 24 avril | du 19 au 24 avril |  |  | du 2 au 9 mai | du 2 au 9 mai | du 2 au 9 mai | du 2 au 9 mai |
|  | O9                  | Tigres de Victoriaville           | 2                   | 2                              |    |                          | du 4 au 11 avril | du 4 au 11 avril | du 4 au 11 avril | du 4 au 11 avril |  |  | du 19 au 24 avril | du 19 au 24 avril | du 19 au 24 avril | du 19 au 24 avril |  |  | du 2 au 9 mai | du 2 au 9 mai | du 2 au 9 mai | du 2 au 9 mai |
|  | O9                  | Tigres de Victoriaville           | 2                   | 2                              | E1 | Mooseheads d'Halifax     | 4                | 4                |                  |                  |  |  | du 19 au 24 avril | du 19 au 24 avril | du 19 au 24 avril | du 19 au 24 avril |  |  | du 2 au 9 mai | du 2 au 9 mai | du 2 au 9 mai | du 2 au 9 mai |
|  | du 21 au 26 mars    |                                   |                     |                                | E1 | Mooseheads d'Halifax     | 4                | 4                |                  |                  |  |  | du 19 au 24 avril | du 19 au 24 avril | du 19 au 24 avril | du 19 au 24 avril |  |  | du 2 au 9 mai | du 2 au 9 mai | du 2 au 9 mai | du 2 au 9 mai |
|  |                     |                                   | E4                  | Screaming Eagles du Cap-Breton | 1  | 1                        |                  |                  |                  |                  |  |  | du 19 au 24 avril | du 19 au 24 avril | du 19 au 24 avril | du 19 au 24 avril |  |  | du 2 au 9 mai | du 2 au 9 mai | du 2 au 9 mai | du 2 au 9 mai |
|  | E2                  | Sea Dogs de Saint-Jean            | E4                  | Screaming Eagles du Cap-Breton | 1  | 1                        | 4                | 4                |                  |                  |  |  | du 19 au 24 avril | du 19 au 24 avril | du 19 au 24 avril | du 19 au 24 avril |  |  | du 2 au 9 mai | du 2 au 9 mai | du 2 au 9 mai | du 2 au 9 mai |
|  | E2                  | Sea Dogs de Saint-Jean            | du 4 au 13 avril    |                                |    |                          | 4                | 4                |                  |                  |  |  | du 19 au 24 avril | du 19 au 24 avril | du 19 au 24 avril | du 19 au 24 avril |  |  | du 2 au 9 mai | du 2 au 9 mai | du 2 au 9 mai | du 2 au 9 mai |
|  | E7                  | Rocket de l'Île-du-Prince-Édouard | 0                   | 0                              |    |                          |                  |                  |                  |                  |  |  | du 19 au 24 avril | du 19 au 24 avril | du 19 au 24 avril | du 19 au 24 avril |  |  | du 2 au 9 mai | du 2 au 9 mai | du 2 au 9 mai | du 2 au 9 mai |
|  | E7                  | Rocket de l'Île-du-Prince-Édouard | 0                   | 0                              | E1 | Mooseheads d'Halifax     | 0                | 0                |                  |                  |  |  |                   |                   |                   |                   |  |  | du 2 au 9 mai | du 2 au 9 mai | du 2 au 9 mai | du 2 au 9 mai |
|  | du 21 au 31 mars    |                                   |                     |                                | E1 | Mooseheads d'Halifax     | 0                | 0                |                  |                  |  |  |                   |                   |                   |                   |  |  | du 2 au 9 mai | du 2 au 9 mai | du 2 au 9 mai | du 2 au 9 mai |
|  |                     |                                   | T3                  | Olympiques de Gatineau         | 4  | 4                        |                  |                  |                  |                  |  |  |                   |                   |                   |                   |  |  | du 2 au 9 mai | du 2 au 9 mai | du 2 au 9 mai | du 2 au 9 mai |
|  | E3                  | Titan d'Acadie-Bathurst           | T3                  | Olympiques de Gatineau         | 4  | 4                        | 4                | 4                |                  |                  |  |  |                   |                   |                   |                   |  |  | du 2 au 9 mai | du 2 au 9 mai | du 2 au 9 mai | du 2 au 9 mai |
|  | E3                  | Titan d'Acadie-Bathurst           | du 18 au 23 avril   |                                |    |                          | 4                | 4                |                  |                  |  |  |                   |                   |                   |                   |  |  | du 2 au 9 mai | du 2 au 9 mai | du 2 au 9 mai | du 2 au 9 mai |
|  | E6                  | Fog Devils de Saint-Jean          | 2                   | 2                              |    |                          |                  |                  |                  |                  |  |  |                   |                   |                   |                   |  |  | du 2 au 9 mai | du 2 au 9 mai | du 2 au 9 mai | du 2 au 9 mai |
|  | E6                  | Fog Devils de Saint-Jean          | 2                   | 2                              | E2 | Sea Dogs de Saint-Jean   | 4                | 4                |                  |                  |  |  |                   |                   |                   |                   |  |  | du 2 au 9 mai | du 2 au 9 mai | du 2 au 9 mai | du 2 au 9 mai |
|  | du 21 au 31 mars    |                                   |                     |                                | E2 | Sea Dogs de Saint-Jean   | 4                | 4                |                  |                  |  |  |                   |                   |                   |                   |  |  | du 2 au 9 mai | du 2 au 9 mai | du 2 au 9 mai | du 2 au 9 mai |
|  |                     |                                   | E3                  | Titan d'Acadie-Bathurst        | 2  | 2                        |                  |                  |                  |                  |  |  |                   |                   |                   |                   |  |  | du 2 au 9 mai | du 2 au 9 mai | du 2 au 9 mai | du 2 au 9 mai |
|  | E4                  | Screaming Eagles du Cap-Breton    | E3                  | Titan d'Acadie-Bathurst        | 2  | 2                        | 4                | 4                |                  |                  |  |  |                   |                   |                   |                   |  |  | du 2 au 9 mai | du 2 au 9 mai | du 2 au 9 mai | du 2 au 9 mai |
|  | E4                  | Screaming Eagles du Cap-Breton    | du 4 au 9 avril     |                                |    |                          | 4                | 4                |                  |                  |  |  |                   |                   |                   |                   |  |  | du 2 au 9 mai | du 2 au 9 mai | du 2 au 9 mai | du 2 au 9 mai |
|  | E5                  | Maineiacs de Lewiston             | 2                   | 2                              |    |                          |                  |                  |                  |                  |  |  |                   |                   |                   |                   |  |  | du 2 au 9 mai | du 2 au 9 mai | du 2 au 9 mai | du 2 au 9 mai |
|  | E5                  | Maineiacs de Lewiston             | 2                   | 2                              | T3 | Olympiques de Gatineau   | 4                | 4                |                  |                  |  |  |                   |                   |                   |                   |  |  |               |               |               |               |
|  | du 21 au 26 mars    |                                   |                     |                                | T3 | Olympiques de Gatineau   | 4                | 4                |                  |                  |  |  |                   |                   |                   |                   |  |  |               |               |               |               |
|  |                     |                                   | T1                  | Huskies de Rouyn-Noranda       | 1  | 1                        |                  |                  |                  |                  |  |  |                   |                   |                   |                   |  |  |               |               |               |               |
|  | T1                  | Huskies de Rouyn-Noranda          | T1                  | Huskies de Rouyn-Noranda       | 1  | 1                        | 4                | 4                |                  |                  |  |  |                   |                   |                   |                   |  |  |               |               |               |               |
|  | T1                  | Huskies de Rouyn-Noranda          |                     |                                |    |                          |                  | 4                |                  |                  |  |  |                   |                   |                   |                   |  |  |               |               |               |               |
|  | T8                  | Foreurs de Val-d'Or               | 0                   | 0                              |    |                          |                  |                  |                  |                  |  |  |                   |                   |                   |                   |  |  |               |               |               |               |
|  | T8                  | Foreurs de Val-d'Or               | 0                   | 0                              | T1 | Huskies de Rouyn-Noranda | 4                | 4                |                  |                  |  |  |                   |                   |                   |                   |  |  |               |               |               |               |
|  | du 22 au 29 mars    |                                   |                     |                                | T1 | Huskies de Rouyn-Noranda | 4                | 4                |                  |                  |  |  |                   |                   |                   |                   |  |  |               |               |               |               |
|  |                     |                                   | T7                  | Océanic de Rimouski            | 0  | 0                        |                  |                  |                  |                  |  |  |                   |                   |                   |                   |  |  |               |               |               |               |
|  | T2                  | Drakkar de Baie-Comeau            | T7                  | Océanic de Rimouski            | 0  | 0                        | 1                | 1                |                  |                  |  |  |                   |                   |                   |                   |  |  |               |               |               |               |
|  | T2                  | Drakkar de Baie-Comeau            | du 4 au 11 avril    |                                |    |                          | 1                | 1                |                  |                  |  |  |                   |                   |                   |                   |  |  |               |               |               |               |
|  | T7                  | Océanic de Rimouski               | 4                   | 4                              |    |                          |                  |                  |                  |                  |  |  |                   |                   |                   |                   |  |  |               |               |               |               |
|  | T7                  | Océanic de Rimouski               | 4                   | 4                              | T1 | Huskies de Rouyn-Noranda | 4                | 4                |                  |                  |  |  |                   |                   |                   |                   |  |  |               |               |               |               |
|  | du 21 au 28 mars    |                                   |                     |                                | T1 | Huskies de Rouyn-Noranda | 4                | 4                |                  |                  |  |  |                   |                   |                   |                   |  |  |               |               |               |               |
|  |                     |                                   | E2                  | Sea Dogs de Saint-Jean         | 0  | 0                        |                  |                  |                  |                  |  |  |                   |                   |                   |                   |  |  |               |               |               |               |
|  | T3                  | Olympiques de Gatineau            | E2                  | Sea Dogs de Saint-Jean         | 0  | 0                        | 4                | 4                |                  |                  |  |  |                   |                   |                   |                   |  |  |               |               |               |               |
|  | T3                  | Olympiques de Gatineau            |                     |                                |    |                          |                  | 4                |                  |                  |  |  |                   |                   |                   |                   |  |  |               |               |               |               |
|  | T6                  | Cataractes de Shawinigan          | 1                   | 1                              |    |                          |                  |                  |                  |                  |  |  |                   |                   |                   |                   |  |  |               |               |               |               |
|  | T6                  | Cataractes de Shawinigan          | 1                   | 1                              | T3 | Olympiques de Gatineau   | 4                | 4                |                  |                  |  |  |                   |                   |                   |                   |  |  |               |               |               |               |
|  | du 21 au 31 mars    |                                   |                     |                                | T3 | Olympiques de Gatineau   | 4                | 4                |                  |                  |  |  |                   |                   |                   |                   |  |  |               |               |               |               |
|  |                     |                                   | T5                  | Remparts de Québec             | 1  | 1                        |                  |                  |                  |                  |  |  |                   |                   |                   |                   |  |  |               |               |               |               |
|  | T4                  | Saguenéens de Chicoutimi          | T5                  | Remparts de Québec             | 1  | 1                        | 2                | 2                |                  |                  |  |  |                   |                   |                   |                   |  |  |               |               |               |               |
|  | T4                  | Saguenéens de Chicoutimi          |                     |                                |    |                          |                  | 2                |                  |                  |  |  |                   |                   |                   |                   |  |  |               |               |               |               |
|  | T5                  | Remparts de Québec                | 4                   | 4                              |    |                          |                  |                  |                  |                  |  |  |                   |                   |                   |                   |  |  |               |               |               |               |
|  | T5                  | Remparts de Québec                | 4                   | 4                              |    |                          |                  |                  |                  |                  |  |  |                   |                   |                   |                   |  |  |               |               |               |               |
|  |                     |                                   |                     |                                |    |                          |                  |                  |                  |                  |  |  |                   |                   |                   |                   |  |  |               |               |               |               |

## Équipes d'étoiles
La ligue sélectionne trois équipes d'étoiles dont une pour les recrues.

### Première équipe
- Gardien de but : Kevin Desfossés, Remparts de Québec
- Défenseur : Marc-André Bourdon, Huskies de Rouyn-Noranda
- Défenseur : Marc-André Dorion, Drakkar de Baie-Comeau
- Ailier gauche : Stefano Giliati, Maineiacs de Lewiston
- Centre : Francis Paré, Saguenéens de Chicoutimi
- Ailier droit : Claude Giroux, Olympiques de Gatineau

### Deuxième équipe
- Gardien de but : Marco Cousineau, Drakkar de Baie-Comeau
- Défenseur : Kevin Marshall, Maineiacs de Lewiston
- Défenseur : Ivan Vichnevski, Huskies de Rouyn-Noranda
- Ailier gauche : Michaël Dubuc, Huskies de Rouyn-Noranda
- Centre : Mathieu Perreault, Titan d'Acadie-Bathurst
- Ailier droit : Jakub Voráček, Mooseheads d'Halifax

### Équipes des recrues
- Gardien de but : Olivier Bellavance-Roy, Screaming Eagles du Cap-Breton
- Défenseur : Simon Després, Sea Dogs de Saint-Jean
- Défenseur : Samuel Groulx, Remparts de Québec
- Ailier gauche : Nicolas Deschamps, Saguenéens de Chicoutimi
- Centre : Tomáš Knotek, Mooseheads d'Halifax
- Ailier droit : Jacob Lagacé, Saguenéens de Chicoutimi

## Trophées
Quatre récompenses collectives et dix-neuf individuelles sont décernées.

### Récompenses collectives
- Coupe du président (champions des séries éliminatoires) : Olympiques de Gatineau
- Trophée Jean-Rougeau (champions de la saison régulière) : Huskies de Rouyn-Noranda
- Trophée Robert-Lebel (meilleure moyenne de buts encaissés) : Saguenéens de Chicoutimi
- Trophée Luc-Robitaille (plus grand nombre de buts marqués) : Huskies de Rouyn-Noranda

### Récompenses individuelles
- Trophée Jean-Béliveau (meilleur pointeur : Mathieu Perreault, Titan d'Acadie-Bathurst
- Trophée Jacques-Plante (meilleure moyenne de buts encaissés) : Bobby Nadeau, Saguenéens de Chicoutimi
- Trophée Michel-Bergeron (recrue offensive de l'année) : Nicolas Deschamps, Saguenéens de Chicoutimi
- Trophée Frank-J.-Selke (joueur le plus gentilhomme) : Cédric Lalonde-McNicoll, Cataractes de Shawinigan
- Trophée Michel-Brière (meilleur joueur) : Francis Paré, Saguenéens de Chicoutimi
- Trophée Émile-Bouchard (défenseur de l'année) : Marc-André Bourdon, Huskies de Rouyn-Noranda
- Trophée Guy-Lafleur (meilleur joueur des séries éliminatoires) : Claude Giroux, Olympiques de Gatineau
- Trophée Michael-Bossy (meilleur espoir) : Mikhaïl Stefanovitch, Remparts de Québec
- Trophée Raymond-Lagacé (recrue défensive de l'année) : Olivier Bellavance-Roy, Screaming Eagles du Cap-Breton
- Trophée Marcel-Robert (meilleur étudiant) : Robert Slaney, Screaming Eagles du Cap-Breton
- Trophée Paul-Dumont (personnalité de l'année) : Martin Mondou, Cataractes de Shawinigan
- Trophée John-Horman (administrateur de l'année) : Mario Arsenault, Océanic de Rimouski
- Trophée Jean-Sawyer (meilleur directeur marketing) : Yves Bonneau, Tigres de Victoriaville
- Coupe RDS (meilleure recrue) : Olivier Bellavance-Roy, Screaming Eagles du Cap-Breton
- Trophée Ron-Lapointe (meilleur entraîneur) : Pascal Vincent, Screaming Eagles du Cap-Breton
- Joueur humanitaire de l'année (plus grande implication dans la communauté) : Chris Morehouse, Wildcats de Moncton
- Trophée Kevin-Lowe (meilleur défenseur défensif) : Mathieu Bolduc, Saguenéens de Chicoutimi
- Trophée Guy-Carbonneau (meilleur attaquant défensif) : Olivier Fortier, Océanic de Rimouski
- Trophée Maurice-Filion (directeur général de l'année) : Jacques Beaulieu, Sea Dogs de Saint-Jean